# Panzeria truncata
Panzeria truncata là một loài ruồi trong họ Tachinidae.